# Адамик Петро Михайлович

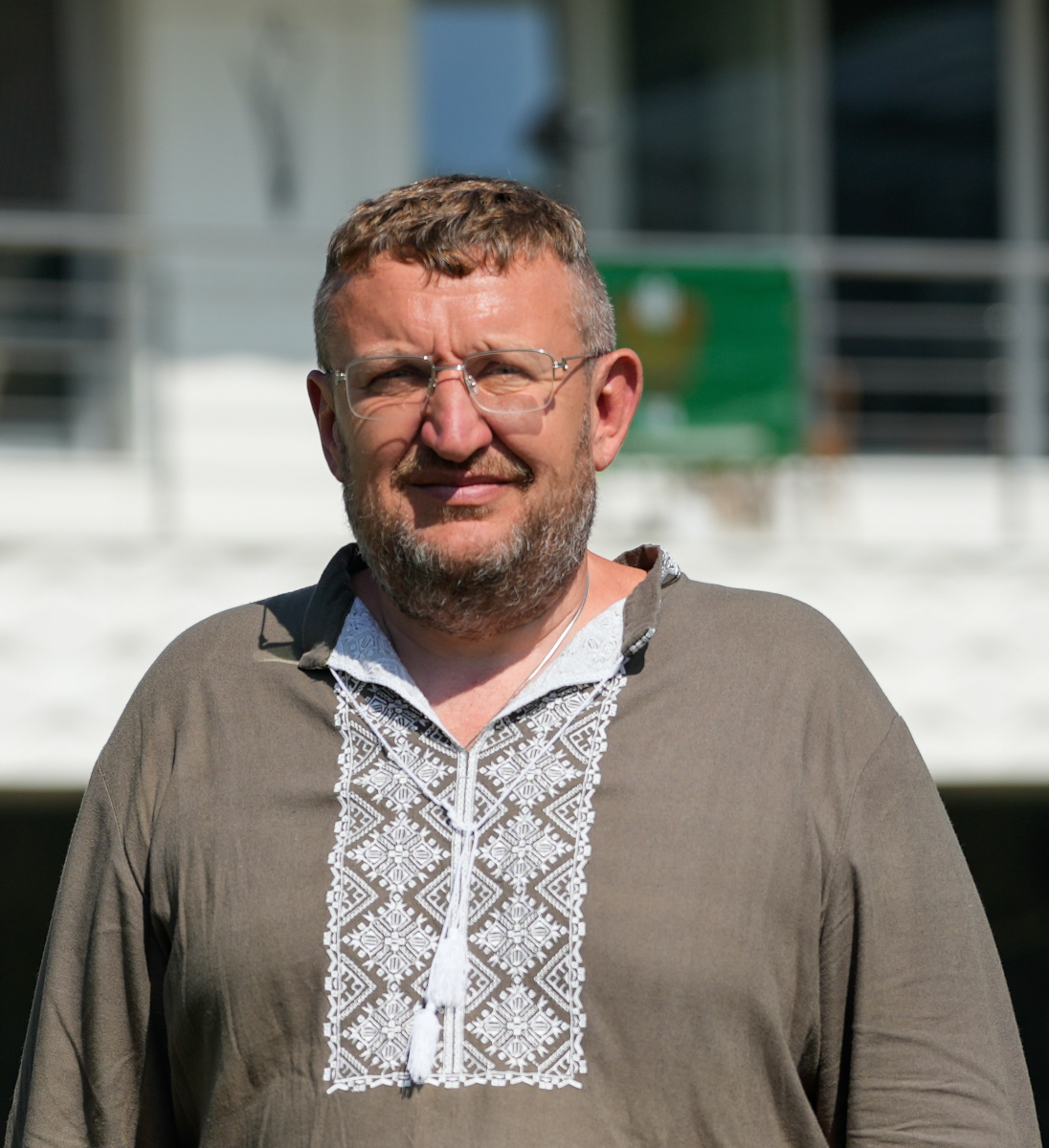
Петро Адамик

Адáмик Петро Михайлович — громадський діяч, політик.  Віце-президент Федерації регбі України, президент Федерації регбі Львівщини. Голова правління Товариства міжнародної дружби України та В'єтнаму, депутат Львівської міської ради V-VIII скликань, голова фракції Блоку Петра Порошенка у Львівській міській раді, голова Львівської міської організації партії Європейська Солідарність, член ради Львівської територіальної організації  партії  Європейська солідарність. 

## Біографія

### Освіта
2016 - 2020 — Львівський регіональний інститут державного управління Національної академії державного управління при Президентові України. 
2002 – 2007 — спеціальність міжнародне право, факультет міжнародних відносин Львівського національного університету ім. Івана Франка, заочно.
1984-1987  — диплом фахівця з кулінарії, СПТУ № 27 м. Львова.
1974-1984  — Львівська середня школа № 46.

### Спортивні досягнення
Під час навчання в школі, в 13 років почав займатись регбі. У 1984-1987 рр. був гравцем основного складу регбійної команди «Сокіл». Спортивна кар’єра завершилась у зв’язку з призивом на строкову військову службу (1987-1989). Кандидат в майстри спорту.

### Громадська діяльність
Дійсний віце-президент Федерації регбі України, президент Федерації регбі Львівщини (з 2004 р.);
Засновник та керівник ГО «Спортивний клуб «Сокіл-регбі» (з 2005 р), яка опікується розвитком регбі у Львові.  В квітні 2024 року Петро Адамик увійшов в ТОП-10  · бізнесменів Західної України, які розвивають спорт.
Керівник ГО «Міжнародне товариство українсько-в’єтнамської дружби» (з 2018 р), член робочої групи з питань співпраці Львова з містами Соціалістичної Республіки В’єтнам (з 2008 р).
Співзасновник ГО «Гільдія рестораторів Львова» (з 2008 р.);

## Політична діяльність
2020 р. — обраний депутатом Львівської міської ради за списком політичної партії «Європейська солідарність». Голова фракції «Європейська солідарність», секретар комісії фінансів та планування бюджету.  Цього ж року очолив  Львівську міську організацію партії Європейська Солідарність та був обраний членом ради Львівської територіальної організації  партії Європейська солідарність.
В 2015 р. обраний депутатом Львівської міської ради VII скликання за списками політичної партії "Блок Петра Порошенка «Солідарність». Секретар комісії конкурентоспроможності, сталого розвитку та підприємництва ЛМР. Голова фракції БПП «Солідарність».
Член Центральної ради партії «Блок Петра Порошенка «Солідарність».
В 2014 р. обраний [Архівовано 22 жовтня 2020 у Wayback Machine.] головою Львівської обласної організації політичної партії «УДАР» Віталія Кличка";
В 2012 р. вийшов з «ПОРИ» через незгоду з діями керівництва партії. Тоді ж вступив до фракції партії «УДАР Віталія Кличка» в Львівській міській раді.
2010—2015 рік . — обраний [Архівовано 3 червня 2019 у Wayback Machine.] обраний депутатом Львівської міської ради VI скликання від ГП «ПОРА».
2010—2015 рр. — обраний депутатом Львівської міської ради VI скликання від ГП «ПОРА».
2006 — 2010 рр. — депутат Львівської міської ради V скликання, голова фракції ГП «ПОРА» у Львівській міській раді, член постійної комісії комунального майна та власності;
Займатись політичною діяльністю почав в 2004 р. перед Помаранчевою революцією після погроз підприємцям, що підтримували кандидата в Президенти України Віктора Ющенка з боку Податкової адміністрації.
За результатами діяльності у 2022-2023 та 2021-2022 рр. експерти ОПОРИ відзначили Петра Адамика одним із найкращих депутатів Львівської міської ради.  

## Трудова діяльність
2004 – 2024 — суб'єкт підприємницької діяльності, фізична особа-підприємець. Петро Адамик разом з дружиною Яною розвивають власний бізнес у Львові та в інших регіонах України у сферах нерухомості, швидкого харчування, ресторанного та готельного бізнесу.
2002-2004 – СП «Увіко ЛТД», заступник директора;
2000-2002 – ТзОВ «Експрес», керуючий справами;
1998-1999 – ТзОВ «Експрес», директор;
1995-1998 – керуючий справами СП «Увіко»;
1992-1995 — СП «Увіко ЛТД», директор;
1989-1991 — ВО «Світоч», вантажник;

## Родина
Одружений. Дружина — Яна займається консалтингом.
Виховує трьох синів та доньку.

## Відзнаки та нагороди
Заслужений працівник фізичної культури і спорту України